# Pyrostria hystrix
Pyrostria hystrix là một loài thực vật có hoa trong họ Thiến thảo. Loài này được (Bremek.) Bridson miêu tả khoa học đầu tiên năm 1987.